# Templo de Concepción, Chile
El Templo de Concepción es uno de los templos de la Iglesia de Jesucristo de los Santos de los Últimos Días, el segundo construido en Chile, y está ubicado en la quinta Junge junto al sector Pedro de Valdivia en Concepción, Chile.

## Anuncio
Thomas S. Monson, Presidente de la iglesia SUD, anunció la construcción del templo en la ciudad de Concepción el 3 de octubre de 2009 durante la conferencia general de la Iglesia. El templo fue anunciado al mismo tiempo que el Templo de Brigham City, el Templo de Fort Lauderdale, el Templo de Fortaleza y el Templo de Sapporo en Japón. El anuncio elevaría el número total de templos en todo el mundo a 151 y fue el segundo templo construido en Chile, seguido del Templo de Santiago, dedicado en 1983.

## Construcción
La ceremonia de la primera palada tuvo lugar el 17 de octubre de 2015 y fue presidida por el uruguayo Walter F. González, miembro del quórum de los setenta. Solo líderes locales y unos 200 invitados adicionales asistieron a la ceremonia de la primera palada. El mismo día Dieter F. Uchtdorf efectuó la dedicación del terreno del Templo de Tucson, en USA.
Para agosto de 2016, se han vertido las paredes exteriores de concreto prefabricado para el templo Concepción Chile e instalado el revestimiento exterior. En forma simultánea se está llevando a cabo la construcción de una construcción residencial para invitados que viajan de larga distancia.
El 10 de noviembre de 2013, Jeffrey R. Holland, miembro del Quórum de los Doce Apóstoles, presentó a líderes locales de Concepción el diseño oficial del nuevo templo incluyendo el interior. El edificio de dos niveles tiene un total de 2146 metros cuadrados de construcción sobre un terreno de 1.5 hectáreas.

## Dedicación
El Templo de Concepción Chile fue dedicado el domingo 28 de octubre de 2018 por el presidente de la Iglesia, Russell M. Nelson.